# Franquemont (Münzstätte)
Die Herrschaft Franquemont rund um Goumois JU wurde von Kaiser Karl V. 1538 zur Reichsfreiherrschaft (Reichsbaronie) erhoben. Nicolas Gilley, nun Baron bzw. Freiherr von Franquemont, liess in den Jahren 1553 bis 1555 eigene Münzen prägen. Dabei handelt es sich um Beischläge zu französischen und Schweizer Münzen.

## Münzherrschaften
In Franquemont wurden lediglich unter Nicolas de Gilley Münzen für die Herrschaft Franquemont geprägt. Der Münzherr wird darauf «N. GILLEI BARO», d. h. «Freiherr N(icolas) Gilley» genannt.

## Standort
Im Allgemeinen wird die 1677 zerstörte Burg Franquemont als Standort der zugehörigen Münzstätte angenommen. Dies ist jedoch weder durch Schriftquellen noch durch archäologische Befunde nachgewiesen.

## Personal
Es sind keine Münzmeister oder Stempelschneider der Freiherrschaft Franquemont namentlich überliefert.